# Paullinia guaviarensis
Paullinia guaviarensis är en kinesträdsväxtart som beskrevs av Killip & Cuatrec.. Paullinia guaviarensis ingår i släktet Paullinia och familjen kinesträdsväxter. Inga underarter finns listade i Catalogue of Life.